# Делбег-хан
Делбег-хан (1395 —1415) — 10-й великий каган Монгольського ханства в 1412—1415 роках.

## Життєпис
Походив з гілки Хубілаїдів династії Чингізидів, хоча деякі дослідників відносять його до гілки Ариг-бугідів. Втім більшість розглядає Делбег-хана як сина Олдз Темур-хана, кагана Монголі і імператора Північної Юань. тому відповідно відносять до Хубілаїдів.
У 1412 році після загибелі батька ойратський тайши Батула (в китайців Махаму або Бахаму) захопив владу в західній Монголії, де оголосив Делбег-хан новим каганом Монгольської держави. Втім його влада була визнана не більше ніж на третині всіх монгольських земель. В центральній та східній Монголії отаборився Аргутай, що не визнав Делбег-хана. 
У 1413 році почалася нова війна з Китаєм. Війська Батули перетнули Керулен, зайнявши центральну Монголію. Аргутай вступив у союз з династією Мін, визнавши її зверхність та отримавши титули хехані-ван (слухняний князь) і хар-хоріна (володаря Каракоруму). 
У 1414 році Батула і Делбег-хана атакували Аргутая, який вимушений був утікати до Китаю. У відповідь китайське військо на чолі із імператор Че-цзу на початку 1415 року завдало поразки ойратам в долині між річками Туула і Керулен, проте через важкі втрати імператор був змушений повернутися до Китаю.
Після цього почалася нова війна з Аргутаєм. Союзник останнього Адай завдав поразки, а Есегу  вбив Делбег-хана. Замість нього ойрати звели на трон Ойрадай-хана, представника Ариг-бугідів.